# Itu Challenger 1991
L'Itu Challenger 1991 è stato un torneo di tennis facente parte della categoria ATP Challenger Series nell'ambito dell'ATP Challenger Series 1991. Il torneo si è giocato a Itu in Brasile dal 10 al 16 giugno 1991 su campi in cemento.

## Vincitori

### Singolare
Libor Němeček ha battuto in finale  Bertrand Madsen con il punteggio di 5–7, 6–4, 6–3

### Doppio
Ricardo Acioly /  Mauro Menezes hanno battuto in finale  José Daher /  Eduardo Furusho con il punteggio di 7–6, 6–3